# Scott Wagner

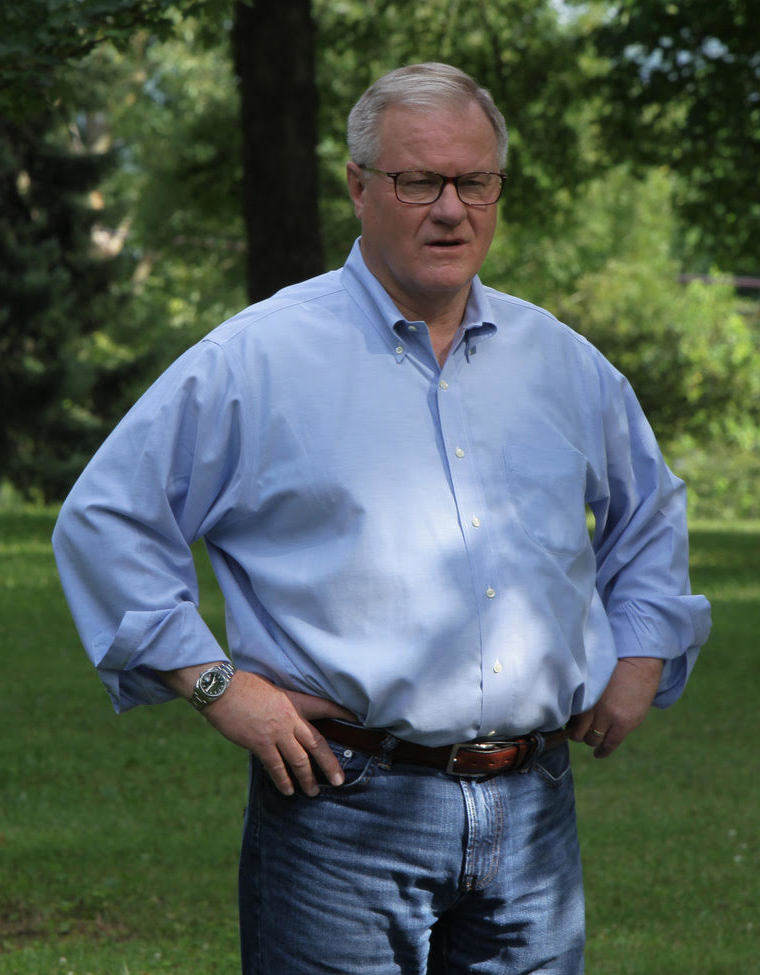
Scott Wagner (2018)

Scott Richard Wagner (* 1955 in York, Pennsylvania) ist ein US-amerikanischer Unternehmer und Politiker der Republikanischen Partei. Er gehörte zwischen 2014 und 2018 dem Senat von Pennsylvania an und war für die Gouverneurswahl in Pennsylvania 2018 Kandidat seiner Partei, unterlag jedoch Amtsinhaber Tom Wolf.

## Leben
Wagner stammt aus York im Süden Pennsylvanias und wuchs auf einer Farm auf. Er schloss 1973 die Highschool ab und schied danach frühzeitig aus dem College aus, um sich diversen geschäftlichen Tätigkeiten in der Privatwirtschaft zu widmen. Später wurde er Inhaber und Geschäftsführer eines Müllentsorgungsunternehmens namens Penn Waste. Wagner, zeit seines Lebens Republikaner, unterstützte als Unternehmer stets lokale republikanische Kandidaten für diverse Wahlämter finanziell. Als sich Anfang 2014 im 28. Wahlbezirk des Staatssenats eine Vakanz ergab, erklärte Wagner seine Kandidatur für den Sitz. Allerdings verfehlte er die Nominierung durch die Republikaner gegen einen Abgeordneten aus dem Repräsentantenhaus des Staates. Wagner bewarb sich folgend mittels Write-in-Verfahren um den Posten. Dabei stand sein Name zwar nicht auf dem offiziellen Wahlzettel, konnte jedoch händisch eingetragen („write in“) werden. Auch dank seiner persönlichen finanziellen Ressourcen gelang es ihm, mit 47 % der Stimmen gewählt zu werden. Dabei war er der erste Bewerber, der mittels Write-in-Verfahren in die bundesstaatliche Legislative gewählt wurde. Er trat sein Mandat am 2. April 2014 an. Bei der nächsten regulären Wahl im November 2014 wurde er für eine komplette Legislaturperiode von vier Jahren bestätigt. Im Senat von Pennsylvania war Wagner als rechtsgerichteter Hardliner bekannt. Wenige Monate nach Beginn seiner Amtszeit sorgte er mit einem Vergleich zwischen Gewerkschaften und Adolf Hitler für Aufsehen. So sagte er, sowohl bei Gewerkschaften, Wladimir Putin und Adolf Hitler ginge es einzig allein um Macht und Herrschaft. Später nahm er nach parteiübergreifender Kritik seine Aussage wieder zurück.
Im Januar 2017 kündigte Scott Wagner seine Kandidatur als Gouverneur von Pennsylvania an. Bereits im Vorfeld der Wahl 2014 hatte er eine parteiinterne Gegenkandidatur zum damaligen Amtsinhaber Tom Corbett erwogen, den er als zu moderat kritisierte. Im Mai 2018 setzte sich Wagner in der republikanischen Primary gegen den eher gemäßigten Geschäftsmann Paul Mango durch. Er galt bereits frühzeitig als Favorit für die Kandidatur, allerdings konnte Mango in den letzten Wochen vor dem Abstimmung in Umfragen etwas aufholen. Am 4. Juni 2018 legte Wagner zudem sein Mandat als Staatssenator nieder, um sich voll und ganz auf seine Wahlkampagne zu konzentrieren. Gemeinsam mit dem Unternehmer Jeff Bartos als Anwärter auf den Posten des Vizegouverneurs trat Wagner bei der Wahl am 6. November 2018 auf den amtierenden Gouverneur der Demokraten, Tom Wolf, und dessen Running Mate John Fetterman. Die Abstimmung verlor er am Ende mit klarem Abstand: Für Wagner votierten rund 40 % der Wähler, während Wolf etwas mehr als 57 % der Stimmen auf sich vereinte. 
In seinem Wahlkampf präsentierte sich Wagner als großer Befürworter von US-Präsident Donald Trump. Im Juli 2018 sorgte er bei einer Wahlkampfveranstaltung für eine Kontroverse, als er eine 18-jährige Studentin als „jung und naiv“ bezeichnete, nachdem diese ihn zu seiner Leugnung eines durch Menschen verursachten Klimawandels befragt und einen möglichen Zusammenhang seiner Haltung mit Wahlkampfspenden der Fracking-Industrie angedeutet hatte. Wagner erklärte entgegen der von Wissenschaftlern weithin akzeptierten Erkenntnis, der Klimawandel sei unter anderem durch einen sich verringernden Abstand zwischen Sonne und Erde zu begründen. Außerdem würden die Bürger Pennsylvanias einen Gouverneur und keinen Wissenschaftler wählen. Wagners vielfach als arrogant angesehenes Verhalten gegenüber der Studentin löste in sozialen Medien heftige Kritik aus und wurde in vielen US-Medien zum Thema. Auch in Deutschland gab es vereinzelt Berichte über den Vorfall. Des Weiteren fordert Wagner in seinem Wahlkampf die Beseitigung von Umweltschutzauflagen gegen Fracking, ein Ende des von Gouverneur Wolf verhängten Moratoriums der Todesstrafe und eine Deregulierung der Wirtschaft.

## Privates
Scott Wagner ist seit 2014 in zweiter Ehe mit seiner Frau Tracy verheiratet. Er hat eine Tochter aus seiner ersten Ehe. Auch seine Frau bringt eine Tochter aus einer vorhergehenden Ehe mit.